# Maika Küster
Maika Küster (* 1993 in Dinslaken) ist eine deutsche Jazz- und Improvisationsmusikerin (Gesang, Piano, Komposition).

## Leben und Wirken
Küster, die in Dinslaken in einem Künstlerhaushalt aufwuchs, begann mit neun Jahren, Querflöte zu lernen. Sie spielte zunächst in Orchestern, bevor sie zur Schul-Jazzband wechselte. Küster absolvierte 2012 ein Vorstudium in Köln. Bereits dort entstand das Quartett Der weise Panda, das 2015 den Sparda Jazz Award erhielt und 2016 das Album Ma vorlegte. 2018 erspielte sich die Gruppe den Prix du Public beim Wettbewerb Tremplin Jazz d’Avignon. 2020 veröffentlichte sie mit der nun zum Quintett erweiterten Formation das zweite, gleichnamige Album.
Küster studierte im Jazzstudiengang der Folkwang Universität der Künste. Während des Studiums entstanden weitere Projekte, so die Band (Wir hatten was mit) Björn und das Duo Mockingbird. Auch tritt sie in dem Sängerinnen-Kollektiv Sungsound auf. 2024 legte sie unter ihrem Vornamen Maika ihr Debütalbum Holy Noon mit zwei sehr unterschiedlichen Seiten vor – eine Seite mit Singer-Songwriter-Soul, die andere mit Synthie-Pop, trat aber auch als Sängerin mit der WDR Big Band und Caris Hermes auf. Weiterhin arbeitete sie als Theatermusikerin und konzertierte auch mit The Dorf.

## Diskographische Hinweise
- Der weise Panda (Double Moon Records 2016, mit Simon Seeberger, Yannik Tiemann, Jo Beyer)
- Björn: Oh What Pretty Thing (Time Zone 2017, mit Maria Trautmann, Yannik Tiermann, Manuel Loos)
- Der weise Panda (Jazzhaus Records 2020, mit Felix Hauptmann, Talia Erdal, Yannik Tiemann, Anthony Greminger)[5]
- The Dorf / Phill Niblock: Baobab / Echoes  (Umland 2020)[6]
- Wir hatten was mit Björn: On the Ruins (Jazzhaus Records 2022, mit Maria Trautmann, Caris Hermes, Manuel Loos)[7]
- Holy Noon (Jazzhaus Records 2024, mit Benedikt ter Braak, Jan Krause, Yannik Tiemann, Anthony Greminger)[3]